# Hylaeus tyrolensis
Hylaeus tyrolensis är en biart som beskrevs av Förster 1871. Hylaeus tyrolensis ingår i släktet citronbin, och familjen korttungebin. Inga underarter finns listade i Catalogue of Life.